# Schmidtiphaea schmidi
Schmidtiphaea schmidi – gatunek ważki z rodziny Euphaeidae; jedyny przedstawiciel rodzaju Schmidtiphaea. Znany tylko z holotypu – samca odłowionego w stanie Manipur w północno-wschodnich Indiach; możliwe, że występuje też na przyległym obszarze Mjanmy.